# Yvon Belaval
Yvon Belaval, né à Sète le 24 février 1908 et mort le 19 novembre 1988, est un philosophe et philologue français, spécialiste de Leibniz et du XVIIIe siècle. Jouant un rôle institutionnel important, il a été à l'origine du renouveau des études collectives sur les inédits leibniziens. Il a aussi été secrétaire général de l'Institut international de philosophie.

## Biographie
Il enseigne au lycée de Caen en 1939-1940, ville où il retrouve l'homme de lettres Maurice Sachs, connu à la fin des années 1920 dans l'entourage de Cocteau. Agrégé de philosophie à trente-trois ans (1941), docteur ès lettres, il devient professeur de philosophie au lycée Montesquieu au Mans (1942-1947), puis à l'université de Lille, où il fait recruter le jeune Michel Foucault comme assistant en 1953.
En 1965, il intègre la Sorbonne, où il termine sa carrière. En 1969, il est, avec Paul Ricœur, le concurrent malheureux de Foucault pour succéder à Jean Hyppolite au Collège de France, malgré le soutien de Martial Gueroult.
Il est aussi visiting professor à Harvard et Berkeley.
En 1963 il est cofondateur de la Société française d'étude du XVIIIe siècle. En 1966 il devient cofondateur et vice-président de la Leibniz-Gesellschaft.
Il dirige les deuxième et troisième volumes de l'Histoire de la philosophie dans l'Encyclopédie de la Pléiade, parus en 1973-1974, et consacrés à la philosophie moderne puis contemporaine.

## Recherches
Spécialiste de Leibniz et de son influence sur Voltaire, Diderot, et Hegel, il insiste sur la supériorité scientifique du philosophe et considère sa métaphysique comme la base de la pensée allemande. Il oppose également la cohérence du monde leibnizien, réglé par la finalité, au cartésianisme qui brise sans cesse toute continuité.
Il s'est également intéressé au problème de l'expression.

### Publications d'Yvon Belaval
- Le souci de sincérité, Éditions Gallimard, 1944, 208 p.[6]
- La rencontre avec Max Jacob, Charlot, 1945, 176 p. (ISBN 978-2-7116-0062-5, lire en ligne). Rééd. Vrin, 1974, 176 p.
- La recherche de la poésie, Éditions Gallimard, 1947, 187 p.
- L'esthétique sans paradoxe de Diderot, Éditions Gallimard, 1950, 311 p.
- "Au siècle des Lumières", in Histoire des littératures, Éditions Gallimard, coll. "La Pléiade", t. 3, 1958, p. 567-674.
- Les philosophes et leur langage, Éditions Gallimard, 1952, 218 p. ; traduit en anglais par Norbert Guterman sous le titre Philosophers and their language, Ohio University Press, 1966.
- La pensée de Leibniz, Bordas, 1952, 287 p.
- Les conduites d'échec. Essai sur l'anthropologie contemporaine, Éditions Gallimard, 1953, 283 p.
- Leibniz critique de Descartes, Éditions Gallimard, 1960, 560 p.
- Laboratoire central, 1960.
- Leibniz, initiation à sa philosophie, Librairie philosophique J. Vrin, 1961, 6° éd. 1989 284 p.
- Remarques, Éditions Gallimard, 1962, 143 p.
- Poèmes d'aujourd'hui, Éditions Gallimard, 1964.
- Nathalie Sarraute, Éditions Gallimard, 1965.
- Choderlos de Laclos, Éditions Seghers, coll. Écrivains d'hier et d'aujourd'hui, no 40, 1972
- "Continu et discontinu en histoire de la philosophie", in Philosophie et méthode, Bruxelles, 1974.
- L'avenir perdu, Éditions du Seuil, 1975, 219 p.
- Études leibniziennes, Éditions Gallimard, 1976 ; coll. "Tel", 1993, 398 p.
- "La synthèse kantienne au XVIIIe siècle", Studia Leibnitiana, 14 (1982).
- Le Siècle des Lumières et la Bible, en collaboration Dominique Bourel, Paris, Éditions Beauchesne, 1986
- Leibniz de l'âge classique aux lumières. Lectures Leibniziennes, présentés par Michel Fichant, Paris, Éditions Beauchesne, 1995
- sous la dir. d'Yvon Belaval : Histoire de la philosophie, Éditions Gallimard, coll. "La Pléiade", t. 2 : De la Renaissance à la révolution kantienne, t. 3 : Du XIXe siècle à nos jours, 1973-1974 ; 1986-1991, XX-1142, XVI-1385 p.
- A quoi pensent les philosophes ?", Autrement, n° 102, nov. 1988, p. 239-245.

### Études sur Yvon Belaval
- John Pappas, « Yvon Belaval (1908-1988) », Diderot Studies, vol. 24, 1991, p. 243-244.
- Michel Fichant, "Yvon Belaval (24 février 1908-19 novembre 1988)", Revue d'histoire des sciences, t. XLII, 4, 1989, p. 407-412 .